# Geralt af Rivia
Geralt af Rivia (polsk: Geralt z Rivii) er en fiktiv karakter og hovedpersonen i The Witcher-serien med noveller og romaner af den polske forfatter Andrzej Sapkowski, samt dens tilpasninger, der inkluderer film, TV-serier, tegneserier og videospil.
Geralt of Rivia blev spillet af Michał Żebrowski i The Hexer, mens Henry Cavill spillede karakteren i de første tre sæsoner af af Netflixs tv-serie The Witcher, og Tristan Ruggeri spillede den unge Geralt i første sæson. Det er blevet annonceret at Liam Hemsworth overtager rollen som Geralt fra fjerede sæson og fremefter, da Cavill ikke ønskede at fortsætte rollen.